# Felix Josky

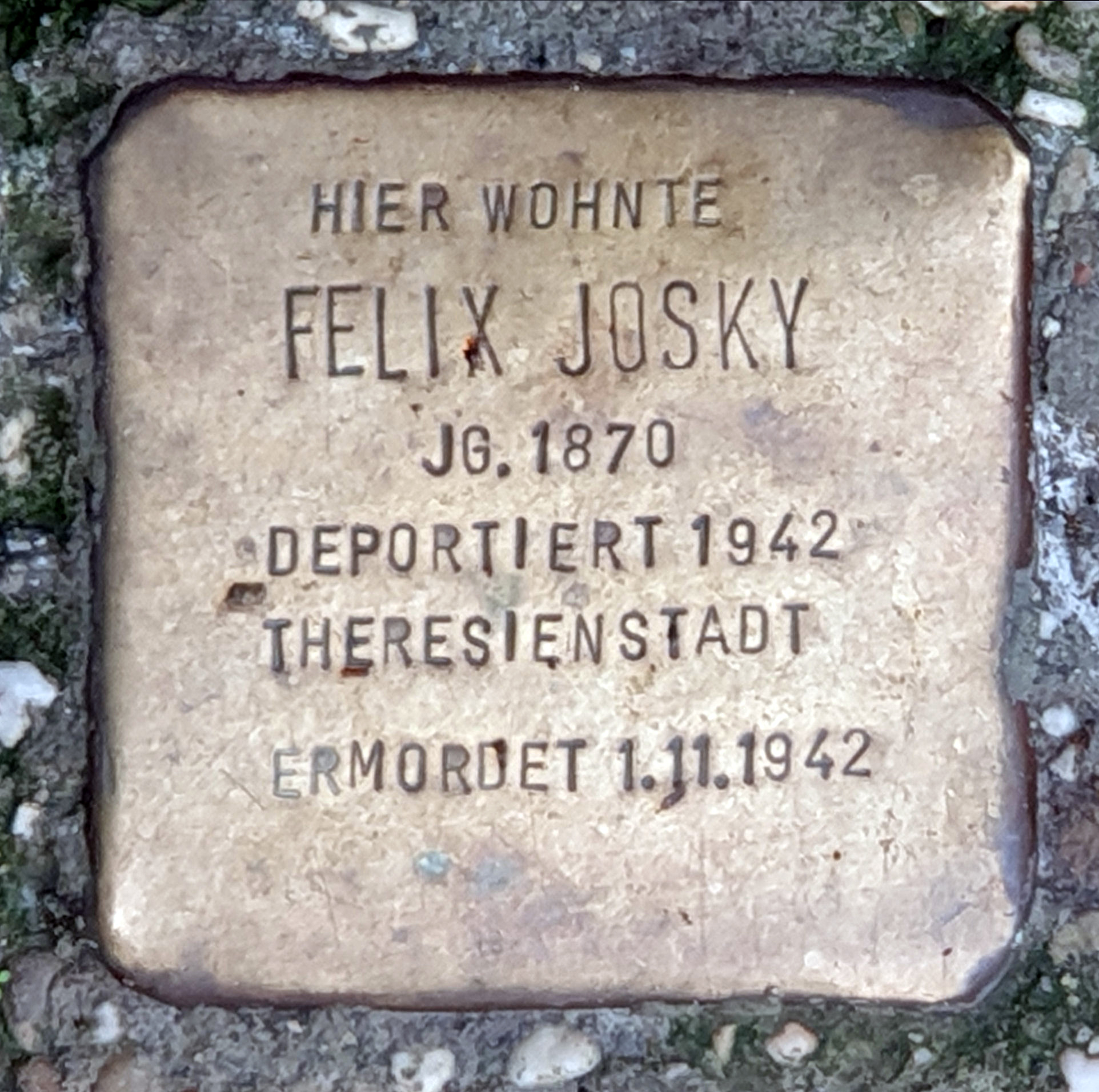
Stolperstein am Haus, Innsbrucker Straße 28, in Berlin-Schöneberg

Felix Josky (* 9. August 1870 in Dresden; † 1. November 1942 in Theresienstadt) war ein deutscher Librettist, Autor und Textdichter.

## Leben
Felix Josky war der Sohn von Julie und Benjamin Josky. Er hatte noch zwei Schwestern, Alice und Betty, und zwei Brüder, Ernst und Willy.
Josky verfasste bereits 1909 erste Gedichte, die er unter dem Titel Mit Florett und Laute in Berlin beim Verlag Concordia publizierte. Ein Jahr vor Beginn des Ersten Weltkrieges schrieb er ein Gebet vor der Schlacht, welches Waldemar Wendland vertonte. Es erschien im Berliner Verlag Harmonie. Im selben Jahr kamen in Berlin bei Bloch auch Gedichte zu den Kinderscenen Robert Schumanns heraus.
Sein Text Des Vaters Mahnung wurde am 31. Januar 1925 sogar im Rundfunk gesendet. Rezitator war Max Grünberg.
In den Jahren 1918–1920 verfasste er auch Drehbücher zu einigen Stummfilmen. In zweien davon spielten unter der Regie von Paul Ludwig Stein in Hauptrollen  Käthe Dorsch und Harry Liedtke mit.
In den 1920er Jahren schrieb er Texte für Lieder von Rudolf Nelson und Allan Gray, außerdem mehrere Schlager für Claire Waldoff. Der bekannteste ist Mein Paulchen ist weg (Musik: Otto Stransky). Mit Hugo Hirsch zusammen schrieb er 1930 den Max-Schmeling-Marsch, die „Hymne der deutschen Faustkämpfer“.
Außerdem war er Autor mehrerer Erzählungen und Bühnenstücke, z. B. der Novellensammlung Wenn Frauen lächeln … oder der Kammeroperette in drei Akten Wie trägt man denn heute die Treue? nach seinem 1925 publizierten Lustspiel Die blaue Stunde, zu der Otto Stransky die Musik komponierte.
Nach der „Machtergreifung“ durch die Nationalsozialisten 1933 gehörte Josky als Künstler jüdischer Abstammung zu den rassisch Verfolgten. Er wurde am 25. September 1942 von Berlin nach Theresienstadt deportiert und dort am 1. November 1942 ermordet.
Seine Schwester Alice starb am 2. Februar 1943 im KZ Theresienstadt.

## Gedenken
Vor ihrem ehemaligen Wohnort, Berlin-Schöneberg, Innsbrucker Straße 28, wurden Stolpersteine für Teile der Familie Josky verlegt.

## Filmografie
- 1918   Der Weltspiegel
- 1919  Eine junge Dame aus guter Familie
- 1919  Im Schatten des Geldes
- 1920  Der Schauspieler der Herzogin

## Tondokumente
- Concert Record „Gramophone“ 941.095  (Matr. 15724 1/2 b) Des Vaters Mahnung, von Felix Josky. Harry Walden, Berlin. Aufgen. 30. August 1911
- Parlophon B. 12 227 (Matr. 38 283)  Mein Paulchen is weg! (Musik: Otto Stransky – Text: Felix Josky) Claire Waldoff mit Klavierbegleitung
- Parlophon B. 12 335 (Matr. 38 773) Ich habe ein Häuschen am Wald und am See (Musik: Allan Gray, Text: Felix Josky) Paul Graetz
- Vox 5073 (Matr. 1547-B) Die Liebe hat ihre Launen (Rudolf Nelson und Felix Josky) Engelbert Milde mit Orchesterbegleitung[14]
- Gloria G.O. 10 648 b (Matr. 133.238) Minna muß zum Film! (Otto Stransky und Felix Josky) Claire Waldoff mit Klavierbegleitung[15]
- Grammophon 24 097 (C 40 9l9) Ich hab’ kein Gold im Kasten. Lied und Slowfox (M: Otto Stransky/T: Felix Josky) Anna Royak, Sängerin (Sopran)[16]